# Каквито бяхме
Каквито бяхме (на английски: The Way We Were) е американски филм от 1973 година с режисьор Сидни Полак и с участието на Барбра Страйсънд и Робърт Редфорд. Сценаристът Артър Лоренс използва своите спомени и впечатления от университета Корнел, когато създава героите. Филмът е романтична драма и разказва за любовта между мъж и жена, които са много различни във всяко едно отношение. Получава Оскар за песента с едноименно заглавие.
На повърхността сюжетът изглежда като поредната любовна история, но има и много скрит замисъл и морално послание – за истинската красота.

## Сюжет
Внимание:  Текстът по-долу разкрива сюжета на произведението (или части от него)!
Това е историята на Кейти Мороски и Хъбъл Гарднър, които се срещат за първи път, докато учат в университета в края на 1930-те. Те са от два различни свята. Тя е политически активист, против войната, разпространява позиви, организира стачки, член е на американската младежка комунистическа лига и е еврейка. Той е типичният изключително красив и богат аристократ от англосаксонски произход без политическа принадлежност. Според него всичко му се удава лесно. Тя се влюбва в него заради изключителната му външност и таланта му да пише добре. В началото той е в компанията на момичета от неговата среда, но постепенно е заинтригуван от енергията и последователността, с които Кейти преследва идеалите си.
Те се срещат отново в края на Втората световна война и се женят въпреки различията помежду си. От една страна, Кейти трудно се адаптира към неговите приятели, които тя намира за повърхностни и безчувствени, от друга страна, нейната политическа активност и понякога избухлив характер заплашват неговата кариера на преуспял, макар и второкласен холивудски сценарист. Колкото и да опитват да изгладят противоречията си и да запазят брака си, раздялата е неизбежна. Кейти е бременна, когато Хъбъл започва да ѝ изневерява, и при раждането на дъщеря им Рейчъл те се разделят.
Краят на филма е едновременно тъжен и трогателен. Те се срещат случайно в Ню Йорк след години. Кейти е женена за друг, но е сама на площада, когато среща Хъбъл с нова, красива и стилна, но очевидно не много интелигентна девойка. Той продължава да пише сценарии за второразредни постановки в Холивуд, а тя е отново на улиците, ангажирана с поредното политическо събитие.
Кейти отмества кичур коса от челото му – жест, който прави често докато са заедно, той хваща ръката ѝ и я спира. В кратката прегръдка, която следва, става ясно на всички, че външната красота на Хъбъл вече не може да прикрие неговата посредственост и безличност, докато некрасивата Кейти разцъфтява пред очите на публиката с вътрешната си красота. Хъбъл също така знае, че докато е с бил с нея, тя е извадила на повърхността най-доброто от него. И двамата осъзнават, че не могат да върнат миналото и единственото нещо, което ги свързва (освен дъщеря им), са спомените за това, какви са били.